# Mercedes Valdivieso
Mercedes Valenzuela Álvarez (Santiago de Chile, 1 de marzo de 1924-Ñuñoa, Santiago, 3 de agosto de 1993), más conocida como Mercedes Valdivieso, fue una académica, conferencista y escritora feminista chilena.
Mercedes Valenzuela centró su obra literaria en la exploración del papel de la mujer en la sociedad chilena de su tiempo. Se la reconoce como una de las pioneras del pensamiento feminista independiente en Chile debido a su empeño en rescatar y dar visibilidad a la memoria literaria de las mujeres, y en reivindicar sus voces, a menudo relegada al olvido. Valdivieso fue parte de la «Generación Literaria de 1950», y como muchas de sus contemporáneas, se enfrentó al desafío de acceder al espacio público con un lenguaje directo y audaz, denunciando abiertamente los prejuicios y restricciones de su época. Publicó sus obras bajo el apellido de su esposo, Jaime Valdivieso, siguiendo la recomendación de su amigo Fernando Alegría, quien le señaló que la escritora Agatha Christie había ganado fama utilizando el apellido de su marido.

## Biografía
Mercedes Valenzuela nació en el seno de una familia compuesta por sus padres, Leonidas Valenzuela Díaz y Ana Álvarez del Pino. A los siete años, la muerte de su padre supuso un duro golpe para la familia, dejando a su madre a cargo de cinco hijos: cuatro varones y Mercedes, la única mujer. Esta pérdida fue especialmente significativa para Mercedes, quien en varias ocasiones destacó la relación cercana que mantenía con su padre, afirmando: «Yo era la hija adorada suya. Tan marcadamente preferencial hacia mí fue su relación, que me estropeó un poco los lazos con mi madre, a quien quise mucho y a quien respeto mucho».
Tras la muerte de su esposo, la madre de Mercedes, viuda y sin recursos económicos, logró sobreponerse a las dificultades. A pesar de los prejuicios de su época, decidió estudiar medicina y, gracias a su esfuerzo, pudo mantener a su familia. Este acto de fortaleza dejó una profunda huella en Mercedes, quien siempre manifestó una gran admiración por su madre. En palabras de la escritora: «Mi recuerdo de infancia más persistente es el de mi madre, inclinada por las noches sobre sus libros, estudiando bajo una lámpara verde. Ella iba a la Escuela de Medicina con crespones de viuda».
Desde temprana edad, Mercedes Valdivieso mostró un gran interés por la lectura. A los doce años ya había explorado buena parte de la extensa biblioteca que poseía uno de sus tíos, lo que contribuyó a su formación literaria. Entre los autores que marcaron su desarrollo se encuentran figuras como Lord Byron, William Shakespeare y Fiódor Dostoievski, así como obras fundamentales de la literatura universal como Madame Bovary de Gustave Flaubert y El paraíso perdido de John Milton.
Con el tiempo, Valdivieso comenzó a escribir, motivada por su curiosidad y por una aguda observación de la realidad que la rodeaba. Ella misma se definió como «una escritora del momento que estamos viviendo», destacando que sus obras reflejan su entorno y los problemas económicos, políticos y sociales de su época.
En el año 1961 escribió La brecha, considerada la primera novela feminista latinoamericana, la cual tuvo 5 ediciones en poco más de un año. En La brecha, Mercedes Valdivieso escribe acerca de una mujer inserta en un sistema económico y social que le impone un rol de madre y esposa, pero que más adelante se replantea lo aprendido para vivir en libertad. La novela fue un éxito y recibió críticas mixtas, siendo aplaudida por la crítica progresista, y por otro, rechazada por sectores conservadores, incluyendo la Iglesia, que criticaron la libertad con la que se abordaban temas delicados como el divorcio.
En 1991 participa en la irrupción del subgénero Nueva Novela Histórica (NNH) con la novela Maldita yo entre las Mujeres. Esta novela, ambientada en la Colonia, tiene como protagonista a Catalina de los Ríos y Lisperguer, más conocida como «la Quintrala» y es el resultado de años de acucioso trabajo de investigación y lectura. 
Otras novelas de Mercedes Valdivieso fueron: La tierra que les di, Los ojos de bambú y Las noches y un día. 
También fundó y dirigió la revista Adán publicada por la Editorial Zig-Zag en Chile y el periódico feminista Breakthrough en Houston, Texas, Estados Unidos, el cual recibió su nombre en honor a La Brecha. Fue colaboradora literaria de la revista Mensaje en Chile y estuvo a cargo de la sección literaria del periódico El Sol de México en 1976.
Recibió el Grado de Bachiller en Humanidades con mención en Letras de la Universidad de Chile y el Grado de Master of Arts de la Universidad de Houston. Fue profesora de Lengua y Literatura latinoamericana en la Universidad de Pekín, China y continuó  su actividad académica como docente en la Universidad de Houston, en la Universidad Santo Tomás, y en Rice University donde fue distinguida con el honroso título de Profesora Emérita. 
En forma paralela a su carrera literaria y académica, participó activamente en congresos, conferencias, y encuentros relacionados con literatura femenina. En 1983 Mercedes Valdivieso dirigió el primer taller de escritura femenina en el antiguo Círculo de Estudios de la Mujer, en el que participaron muchas intelectuales reconocidas, tales como Diamela Eltit, Adriana Valdés, Eugenia Brito y Nelly Richard.
Falleció el 3 de agosto de 1993 en su casa de Máximo Bach en la Comuna de Ñuñoa, Santiago de Chile.

## Obras publicadas

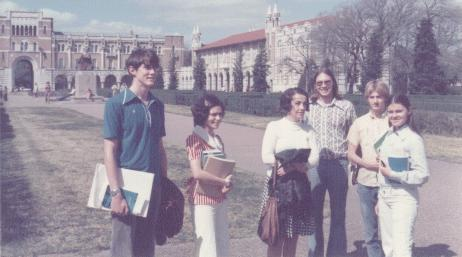
Mercedes Valdivieso en la Universidad Rice

- La Brecha (Santiago de Chile: Editorial Zig-Zag, 1961). Dicha obra de La brecha.
- La tierra que les di (Santiago de Chile: Editorial Zig-Zag, 1963).
- Los ojos de bambú (Santiago de Chile: Editorial Zig-Zag, 1964).
- Babel (1964), en Antología del cuento realista chileno.
- Dziesiec Palców (1968).
- Las noches y un día (Barcelona: Seix Barral, 1971).
- La brecha, reeditada en USA (Pittsburgh: Latin-American Literary Review Press, 1987).
- Breakthrough. Traducida por Graciela S. Daichman (1988).
- La brecha, reeditada en Chile (1991).
- Maldita yo entre las mujeres (Santiago de Chile: Planeta Chilena, 1991).